# Burresnerre
Burresnerre (Galium aparine) eller præstelus er en 10-120 cm høj urt, der vokser på agerjord, i haver og krat. Stænglerne er forsynet med krogformede børster, som hjælper planten med at komme til vejrs. Den er rig på c-vitamin. Navnet burresnerre skrives ofte burre-snerre.

## Beskrivelse
Burresnerre er en enårig plante med en opstigende eller klatrende vækst. Stænglerne er spinkle, firkantede og udstyret med talrige, krogformede børster, som hjælper planten med at komme til vejrs. Bladene sidder kransstillet, og de er omvendt ægformede, men smalle og helrandede. Begge sider af bladet er lysegrønne og både bladrand og midterribbe er dækket af krogformede børster. Blomstringen sker i juli-september, hvor man ser de hvide, 4-tallige blomster sidde på lange stilke fra bladhjørnerne. Frugten er kugleformede delfrugter, der er beklædt med de samme tornagtige og krogformede børster som resten af planten.
Rodnettet er forholdsvist svagt og fint. Rodnettet indeholder et rødt farvestof, som svarer meget til krap.
Højde x bredde og årlig tilvækst: 1,50 x 0,50 m (150 x 50 cm/år).

## Voksested
Planten er knyttet til kvælstofrig jord nær bebyggelser og på tangvolde langs stranden. Den optræder af samme grund som ukrudt på velgødede marker og ruderater sammen med bl.a. alm. fuglegræs, enårig rapgræs, liden nælde, lugtløs kamille og sort natskygge.
I Danmark er den almindelig på agerjord, i haver, løvskove og krat og på strandvolde. I Suserup Skov har Naturstyrelsen en gård, Suserupgård. Arealet omfatter skov, agerland, eng og ovedrev. Ved en opmålig af et mindre skovstykke, her kaldet ”analyse nr. 540”, fandt man arten sammen med bl.a. agersnerle, almindelig ask, almindelig brunelle, almindelig fuglegræs, almindelig hundegræs, almindelig hvidtjørn, almindelig hyld, almindelig hæg, almindelig kvik, almindelig rapgræs, almindelig røllike, almindelig røn, bakkeforglemmigej, brunfiltet stjernemos, almindelig bøg, febernellikerod, fladstrået rapgræs, fløjlsgræs, fuglekirsebær, glat dueurt, grå bynke, haremad, hindbær, hvas randfrø, knoldet brunrod, korsknap, krybhvene, lundrapgræs, lægeoksetunge, mælkebøtte, nældeklokke, nældesilke, pastinak, rubørstet kortkapsel, rynket rose, rød svingel, skovelm, skovhanekro, stilkeg, stor fladstjerne, stor nælde og vild kørvel

## Note
1. ↑  Jon Feilberg: Botaniske referenceområder i Rejnstrup Holme, Borup Gade, Susåen og Suserupgård, 1992 (udg. af Skov- og Naturstyrelsen)

| Portal | Portal:Botanik |